# Земо-Болкви
Земо-Болкви (груз. ზემო ბოლქვი) — село в Грузии, в муниципалитете Лагодехи края Кахетия.

## География
Село расположено в восточной части края, в 27 километрах по прямой к юго-западу от центра муниципалитета Лагодехи. Высота центра — 280 метров над уровнем моря.

## Население
По данным переписи населения 2014 года, в селе проживало 272 человека.
| Год  | Население | Мужчины | Женщины |
| ---- | --------- | ------- | ------- |
| 2002 | 422       | 200     | 222     |
| 2014 | 272       | 148     | 134     |